# Drept de azil
     40,000 solicitanți de azil
     30,000 solicitanți
     20,000 solicitanți
     10,000 solicitanți
     0 solicitanți de azil (sau lipsă date)

Numărul solicitanților de drept de azil după țara de origine
40,000 solicitanți de azil
30,000 solicitanți
20,000 solicitanți
10,000 solicitanți
0 solicitanți de azil (sau lipsă date)

Dreptul de azil reprezintă posibilitatea acordării de către un stat a dreptului de stabilire a unei persoane pe teritoriul acestuia, în cazul când aceasta este urmărită pentru convingerile sale politice sau religioase în țara sa de origine.
În România, sunt recunoscute următoarele documente internaționale, cu implicații directe în ceea ce privește azilul:
- 1. Declarația Universală a Drepturilor Omului care, la art. 14, prevede că: „În caz de persecuție, orice persoană are dreptul de a solicita azil și de a beneficia de azil în alte țări. Acest drept nu poate fi invocat în caz de urmărire ce rezultă, în mod real, dintr-o crimă de drept comun sau din acțiuni contrare scopurilor și principiilor Organizații Națiunilor Unite”.
- 2. Declarația Organizației Națiunilor Unite cu privire la azilul teritorial adoptată de Adunarea Generală la 14 decembrie 1967. În Preambulul Declarației se menționează că orice persoană are dreptul să ceară azil „pentru a evita persecuțiile” și că azilul nu poate fi invocat „în cazul urmăririlor penale îndreptate în mod corect, împotriva delictelor fără caracter politic sau împotriva actelor contrare scopurilor ori principiilor Organizației Națiunilor Unite”. După acordarea azilului, statul care l-a acordat nu va permite azilantului „implicarea în activități contrare scopurilor și principiilor Organizației Națiunilor Unite”.
- 3. Convenția Organizației Unității Africane, în care la art. II se arată că dacă un refugiat nu a primit drept de azil i se poate acorda reședință temporară, până la acordarea acestui drept, în orice țară. Așezarea refugiaților, în aceste cazuri, se va putea face la o distanță rezonabilă de graniță.